# F1 (funicolare di Istanbul)
La linea F1, ufficialmente Linea funicolare F1 Taksim-Kabataş (in turco F1 Taksim-Kabataş füniküler hattı) è una funicolare sotterranea a Istanbul, in Turchia. Serve la linea M2 della metropolitana di Istanbul (fermata di piazza Taksim), e collega i quartieri di Piazza Taksim e Kabataş (sul Bosforo) a Istanbul.

## Storia
La funicolare è stata costruita dal Gruppo Doppelmayr Garaventa e inaugurata il 29 giugno 2006. Essa è gestita dalla società Metro İstanbul, una società controllata dal Comune Metropolitano di Istanbul. Il viaggio sulla linea lunga 594 metri dura 2,5 minuti. Nel 2016, il numero di passeggeri giornalieri era di 30.000 tra le ore di esercizio dalle 6:15 alle 0:00, il numero di corse giornaliere era di 195, con un intervallo di 3 minuti durante le ore di punta.